# 廣瀬克巨
廣瀬 克巨（ひろせ かつひろ、1949年6月16日 - 2013年8月26日）は、日本の法学者。専門は民法。中央大学名誉教授。神田博司に師事。

## 略歴
1973年3月中央大学法学部法律学科卒業。
1973年4月中央大学法学部助手。1978年4月中央大学法学部助教授。日本比較法研究所員。1986年4月中央大学法学部教授。その後、日本比較法研究所副所長。2013年8月26日、中央大学在職中に逝去。

## 主な業績
- 小島武司・川添利幸編『ドイツ法・ヨーロッパ法の展開と裁判』（分担執筆、中央大学出版部、2000年）
- 新井誠・山本敬三編『ドイツ法の継受と現代日本法』（分担執筆、日本評論社、2009年）
- 森勇編『ユダヤ出自のドイツ法律家』（分担執筆、中央大学出版部、2012年）